# Cretaceousbuthus fraaijeorum
Cretaceousbuthus
Genre
Espèce
Cretaceousbuthus fraaijeorum, unique représentant du genre Cretaceousbuthus, est une espèce fossile de scorpions de la famille des Buthidae.

## Distribution
Cette espèce a été découverte dans de l'ambre de Birmanie. Elle date du Crétacé.

## Description
La carapace de l'holotype mesure 4,34 mm de long sur 3,94 mm et le mesosoma 8,94 mm.

## Classification
Cette espèce a été décrite par Lourenço en 2022.
Ce genre a été décrit par l'arachnologiste franco-brésilien Wilson R. Lourenço en 2022 dans la famille des Buthidae.

### Étymologie
Cette espèce est nommée en l'honneur de la famille Fraaije.

### Publication originale
- Lourenço & Velten, 2022 : « Further insights on Cretaceous Burmite scorpions with the descriptions of a new genus and species (Scorpiones: Buthoidea: Buthidae). » Faunitaxys, vol. 10, no 35, p. 1–5.